# Frey Björlingson
Frey Ulf Canutus Björlingson, född 30 augusti 1913 i Eksjö, död 26 november 2009 i Uppsala domkyrkoförsamling, var en svensk jurist som var Uppsalas siste borgmästare.
Frey Björlingson var son till postmästaren och fotografen Knut Björlingson. Björlingson blev filosofie kandidat 1933, filosofie magister 1934 och juris kandidat 1938. Han var anställd vid Riksbanken 1934–1935, genomförde tingstjänstgöring 1938–1941, blev fiskal i Svea hovrätt 1943 och i Hovrätten för Västra Sverige 1948 samt assessor 1950, tingsdomare vid Hallands södra domsaga 1952 och tillförordnad revisionssekreterare 1954. Åren 1955–1966 var han häradshövding i Njudungs domsaga, blev 1966 borgmästare i Uppsala rådhusrätt och var 1971–1980 lagman i Uppsala tingsrätt.
Efter sin pensionering skrev Björlingson boken Kvinnorna och rättvisan, där han analyserar brottmål som 1815–1838 avdömts av Uppsala kämnärsrätt – då lägsta instans inom stadens rättsväsende – och där kvinnor var tilltalade. Boken ger en bakgrundsteckning av den då gällande lagstiftningen med dess religiöst betingade moralbegrepp och rigorösa straffbestämmelser samt av de fattiga kvinnornas utsatta läge men kommenterar även de enskilda rättsfallen.
Björlingson blev riddare av Nordstjärneorden 1955 och kommendör av samma orden 1968. Han är begraven på Uppsala gamla kyrkogård.